# Carpato-Ucraina
A nu se confunda cu Regiunea Transcarpatia.
Carpato-Ucraina (în ucraineană Карпатська Україна, transliterat: Karpatska Ukraiina) a fost o regiune autonomă a Cehoslovaciei, care, la 15 martie 1939, și-a declarat independența, fiind după câteva ore ocupată de Ungaria și astfel a fost statul cu cea mai scurtă existență din lume.
A rămas sub controlul maghiar până în 1944, când Ungaria a fost ocupată de sovietici.
Conducătorul acestui stat de scurtă durată a fost preotul Avgustin Voloșin.
Prin tratatul semnat la 29 iunie 1945, prin care Regiunea Transcarpatia intră în componență RSS Ucraineană, URSS preia Carpato-Ucraina de la Cehoslovacia.